# Gogó Rojo
Gladys del Valle Rojo Castro (Santiago del Estero, 7 de diciembre de 1942-Buenos Aires, 26 de julio de 2021), más conocida bajo su nombre artístico de Gogó Rojo, fue una vedette, actriz y bailarina argentina, ícono de la revista porteña. Fue la hermana menor de la actriz Ethel Rojo.

## Biografía
Gogó Rojo nació en el seno de una familia moderna. Su padre era un reconocido sastre que vestía a gobernadores y políticos, mientras que su madre, María Luisa Castro, era modista, talento que ella heredaría tiempo después. Su hermana mayor, Ethel, fue la primera en comenzar su carrera artística estudiando danza y coreografía, llevándola luego hacia el mundo artístico. Vivieron mucho tiempo en Europa, ella en Madrid y Ethel (con la que compartió escenas tanto en la pantalla grande como en la televisión y el teatro porteño) en Barcelona.

## Carrera
Debutó a los dieciséis años, cuando viajó a España bailando rock and roll. Fue haciendo carrera en la revista porteña, primero como bailarina de línea, luego como media vedette, hasta que se consagró como vedette. Regresó a la Argentina en 1972 y volvió posteriormente en 1975.
Trabajó con las grandes vedettes argentinas Nélida Roca y Nélida Lobato. En sus inicios se hacía llamar Gladys del Valle, en la época en la que trabajó en el Teatro Alaria.
Además de compartir escena con grandes del humor, como Alberto Olmedo, Jorge Porcel y Javier Portales, fue una influyente diseñadora de vestimenta usadas solo para mujeres en el local de modas Gogó.
Junto con su hermana Ethel, a la que se le ocurrió la idea, se hicieron famosas cuando, en la década de 1970, protagonizaron un  número en la revista del teatro Maipo, en el que aparecían desnudas con los cuerpos íntegramente pintados de dorado mediante una crema que estaba hecha con siliconas, aceite, polvo de oro y hierro.
Luego de una larga lucha contra el linfoma de Hodgkin, que logró vencer en 2008, fue contratada en 2009 para ser parte de la obra teatral Escoria, junto con Cristina Tejedor, Julieta Magaña, Liliana Benard, Héctor Fernández Rubio, Paola Papini, Noemí Alan, Willy Ruano, Marikena Riera y Osvaldo Guidi. Luego de varios años alejada del escenario, volvió en este proyecto como vedette desplegando no solo sus dotes físicas y su talento artístico, sino también concienciando al público sobre su enfermedad.
Volvió a subir a las tablas como artista invitada en la obra teatral Las toreras del Paseo La Plaza (Ciudad de Buenos Aires), donde se reencontró con su público ataviada con un estilo típico de la revista porteña.

## Vida privada
Estuvo casada tres veces. De su primer matrimonio con el periodista Oscar Otranto supo declarar que la hundió en un pozo depresivo que la mantuvo alejada de los medios por un tiempo. Su segundo marido, por once años, fue el empresario brasilero Clóvis de Azevedo (ya fallecido), dedicado a la fábrica de cañas de azúcar, con quien vivió en Saő Paulo y en Minas Gerais. Finalmente, su tercer marido fue el compositor Adolfo Waitzman, con el cual se radicó durante un tiempo en Brasil y luego en Punta del Este. Falleció a los 78 años en la noche del lunes 26 de julio de 2021 en su departamento de Recoleta tras sufrir un paro cardiorrespiratorio.

## Cine
- 1962: La mano de un hombre muerto, dirigida por Jesús Franco.
- 1962: Mi adorable esclava
- 1963: Esa pícara pelirroja
- 1965: Whisky y vodka
- 1969: ¡Viva América!
- 1970: Crimen imperfecto
- 1971: El apartamento de la tentación
- 1972: La cera virgen
- 1972: Alta tensión
- 1973: Casa Flora
- 1974: Los amantes de la isla del diablo
- 1974: Los caballeros del botón de ancla
- 1974: Hay que romper la rutina
- 1975: Maridos en vacaciones

## Televisión
Actuó en varios programas junto con Ethel y la dupla capocómica Porcel-Olmedo. En 1973 trabajó en el programa cómico El chupete.
En 1979 participó de la serie española Escrito en América.
Fue invitada a diversos programas chimenteros, como Intrusos en el espectáculo, con Jorge Rial; AM, Viviana Canosa y en programa de Chiche Gelblung. En la que se destacan los cruces con Aníbal Pachano y su duelo por el fallecimiento de Ethel.

## Teatro
Hizo numerosas obras teatrales en España, entre ellas están:
- Del coro al caño, en 1976, junto con Andrés Pajares.
- Un celoso anda suelto, dirigida por Alberto Closas.
- Don Juan Tenorio, de José Zorrilla, junto con la actriz española Mary Santpere.
- El hombre de la esquina rosada, obra de Jorge Luis Borges, junto con Alberto de Mendoza.

En Argentina realizó diversas revistas en teatros, como el legendario Teatro Solari, el Teatro Maipo y el Teatro San Martín:
- 1972: Maipo Superstar, dirigida por Dringue Farías, junto con Jorge Porcel, Juan Carlos Calabró, Ethel Rojo, Dringue Farías y Osvaldo Pacheco.
- 1974: Corrientes JE T'AIME (Rojo + Rojo: Fuego), con E. Rojo y Juan Verdaguer.
- 1982: Polémica en el teatro, junto con José Marrone, Osvaldo Pacheco, Carmen Barbieri y Edda Díaz.
- 1997: Gogó al desnudo, junto con Norman Erlich.
- 2005: El enfermo imaginario, de Molière, junto con Pepe Novoa y Marcelo Mazzarello.
- 2005: La fierecilla domada, de William Shakespeare, junto con Irene Almus, Alejandro Awada, Brian Chambouleyron, Pablo Finamore, Laura Oliva, Celeste García Satur y Jorge Taiana.
- 2010: Escoria, el lado B de la fama, de José María Muscari, junto con Cristina Tejedor, Julieta Magaña, Liliana Benard, Héctor Fernández Rubio, Paola Papini, Noemí Alan, Willy Ruano, Marikena Riera y Osvaldo Guidi.
- 2011: Las chicas del calendario, junto con Dora Baret, María Rosa Fugazot, Marta González y María Valenzuela.
- 2013: Póstumo, de José María Muscari, junto con Luisa Albinoni, Hilda Bernard, Max Berliner, Tito Mendoza, Edda Díaz, Ricardo Bauleo, Erika Wallner y Nelly Prince.
- 2014: Konga, un espectáculo de Jean François Casanovas y Eduardo Solá, junto con Laura Fidalgo.
- 2016: Artista invitada en Las toreras, un espectáculo con textos y dirección de Victoria Aragón, junto con Ana Livingston, María Eugenia Maldonado y Victoria Aragón.